# Aztec Ruins National Monument
Het Aztec Ruins National Monument bewaart voorouderlijke Pueblo structuren in het noordwesten van New Mexico in de Verenigde Staten. Het ligt dicht bij de stad Aztec en ten noordoosten van Farmington, nabij de Animas-rivier. Het Salmon Ruins and Heritage Park met meer Pueblo structuren ligt op een korte afstand in zuidelijke richting, net ten westen van Bloomfield en nabij de San Juan River.
De gebouwen dateren van de 11e tot de 13e eeuw. De verkeerdelijke benaming, die deze structuren aan de Azteekse beschaving toedicht, werd gegeven door de vroege Amerikaanse kolonisten tijdens het midden van de 19e eeuw. In werkelijkheid gaat het om pueblo's van de Anasazi (Pueblo-indianen).

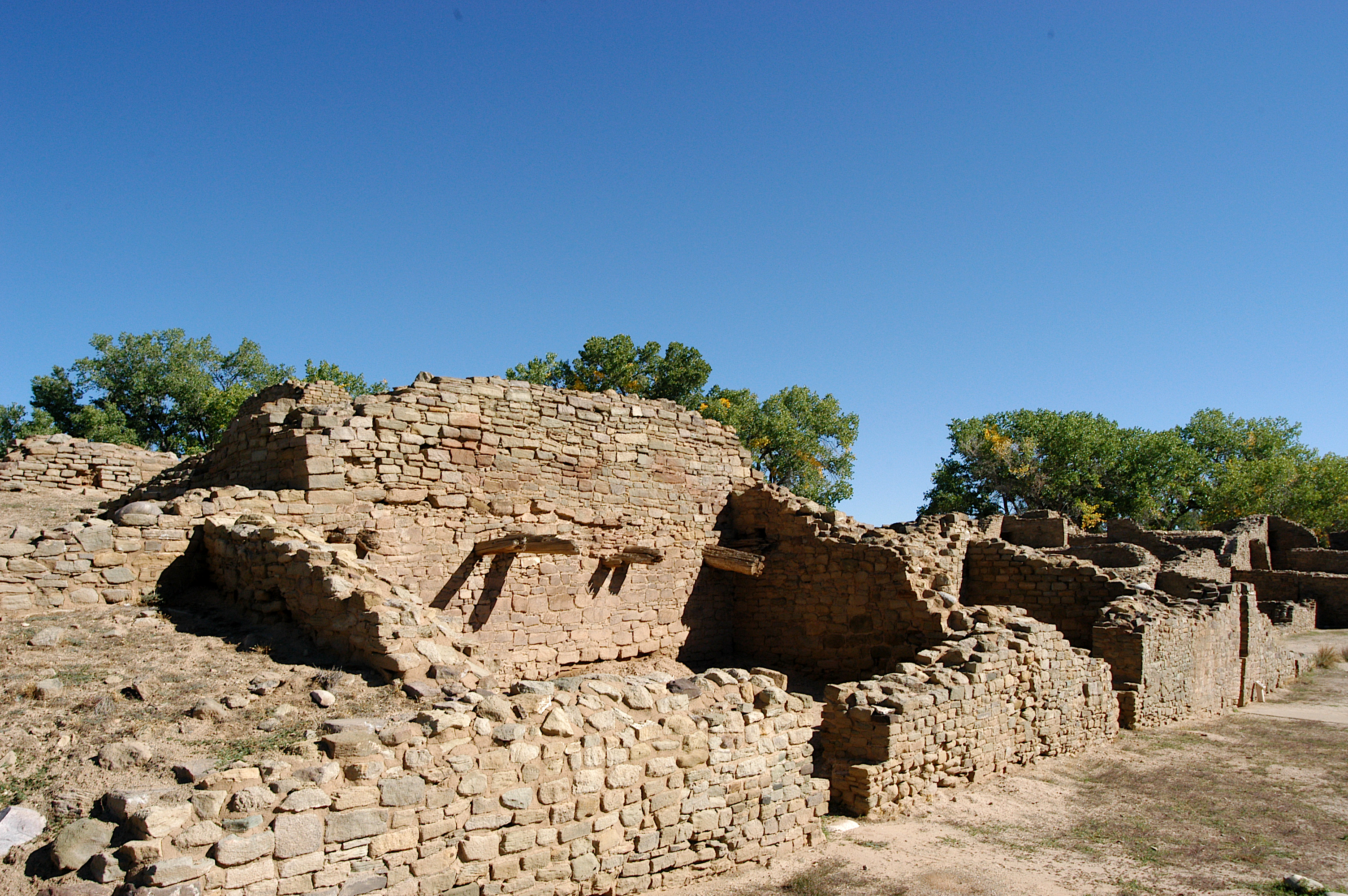
Westelijke muren van de ruïnes

De site werd op 24 januari 1923 het Aztec Ruin National Monument. Na een grensverlegging werd op 2 juli 1928 "Ruin" vervangen door het meervoud "Ruins". Als een historisch eigendom van de National Park Service werd het National Monument op 15 oktober 1966 opgetekend in het National Register of Historic Places. De Aztec Ruins werden op 8 december 1987 ook op de Werelderfgoedlijst van de UNESCO geplaatst, als een onderdeel van het Chaco Culture National Historical Park.